# جوش وولف (صحفي)
جوش وولف (بالإنجليزية: Josh Wolf)‏ هو صحفي أمريكي، ولد في 8 يونيو 1982.